# Eletrófilo
Um eletrófilo é um reativo químico atraido até zonas ricas em elétrons que participa em uma reação química aceitando um par de elétrons formando uma ligação com um nucleófilo. Já que os eletrófilos aceitam elétrons, eles são ácidos de Lewis (ver teorias de reações ácido-base). A maioria dos eletrófilos estão carregados positivamente, têm um átomo que leva uma carga positiva parcial ou ainda não possuem  um octeto de elétrons.
Os eletrófilos atacam a zona de maior densidade eletrônica do nucleófilo. Os eletrófilos encontrados frequentemente nos processos de síntese orgânica podem ser cátions (ex.: H+ e NO+), moléculas neutras polarizadas (ex.: cloreto de hidrogênio, haloalcanos, ácidos halógenos e grupos carbonilos), moléculas neutras polarizáveis (ex.: Cl2 e Br2), agentes oxidantes (ex.: peroxiácidos orgânicos), espécies químicas que não satisfazem a regra do octeto (ex.: carbenos e radicais livres), e alguns ácidos de Lewis (ex.: BH3 e DIBAL).

## Eletrófilos em química orgânica

### Alcenos
A adição eletrofílica é uma das três principais reações dos alcenos. Elas são:
- Hidrogenação mediante a adição catalítica de hidrogênio a uma ligação dupla.

- Adição eletrofílica reagindo com halogênios e ácido sulfúrico.

- Hidratação para formar álcoois.

### Adição de halogênios
Esta ocorre entre alcenos e eletrófilos, frequentemente halogênios como numa reação de adição de halogênio. Reações comuns incluem o uso de água de bromo para titular contra uma amostra para deduzir o número de ligações duplas presentes. Por exemplo, etileno + bromo → 1,2-dibromoetano:
C2H4 + Br2 → BrCH2CH2Br
Isto toma a forma de 3 principais passos mostrados abaixo;
1. Formação de complexo π
Uma molécula eletrofílica Br-Br interage com molécula de alceno rica em elétrons para formar um complexo π 1.
2. Formação de um íon bromônio de três membros
O alceno é trabalhado como um doador de elétron e bromo como um eletrófilo. O íon bromônio de três membros 2 consistindo nos dois átomos de carbono e um átomo de bromo forma-se com a liberação de Br−.
3. Ataque do íon bromo
O íon bromônio é abero pelo ataque do Br− do lado posterior. Isto rende o vicinal dibrometo com uma configuração antiperiplanar. Quando outros nucleófilos tais como água ou álcool existem, estes podem atacar 2 para resultar um álcool ou um éter.

Este processo é chamado mecanismo AdE2. Iodo (I2), cloro (Cl2), íon sulfenil (RS+), cátion mercúrio (Hg2+), e diclorocarbeno (:CCl2) também reagem através de caminhos similares. A conversõ direta de 1 a 3 irá acontecer quando o Br− está em grande excesso no meio de reação. Um íon carbênio β-bromo intermediário pode ser predominante ao invés de 3 se o alceno tem uma estabilização de cátion substituinte como o grupo fenila. Este é um exemplo da isolação do íon bromônio 2.

### Adição de haletos de hidrogênio
Haletos de hidrogênio tal como o cloreto de hidrogênio (HCl) adicionam-se a alquenos dando haleto de alquila em hidro-halogenação. Por exemplo, a reação de HCl com etileno produz cloroetano. A reação ocorre com um cátion intermediário, sendo diferente da adição de halogênio acima. Um exemplo é visto abaixo:
1. Próton (H+) adiciona-se (por atuar como um eletrófilo) para um dos átomos de carbono sobre o alqueno para formar o cátion 1.
2. Íon cloro (Cl−) combina-se com o cátion 1 para formar os adutos 2 e 3.

Nesta maneira, a estereoseletividade do produto, que é, da qual o Cl− lateral irá atacar especificamente sobre os tipos de alquenos aplicados e condições da reação. Ao menos, que dos dois átomos de carbono serão atacados por H+ é usualmente determinado pela regra de Markovnikov. Então, H+ ataca o átomo de carbono o qual porta o menor número de substituintes assim como o mais estabilizado carbocátion (com os mais estabilizados substituintes) irá formar.
Este processo é chamado mecanismo A-SE2. Fluoreto de hidrogênio (HF) e iodeto de hidrogênio (HI) reage com alquenos similarmente e produtos do tipo Markovnikov irão ser obtidos. Brometo de hidrogênio (HBr) também toma este caminho, mas algumas vezes um processo radical ocorre e uma mistura de isômeros pode se formar.

### Hidração
Uma das mais complexas reações de hidração utilizam ácido sulfúrico como catalisador Esta reação ocorre em um meio similar à adiçao mas tem um passo extra no qual o grupo OSO3H é substituido poe um grupo OH, formando um álcool:
C2H4 + H2O → C2H5OH
Como pode-se ver o H2SO4 não toma parte na reação como um todo, entretanto participa mas retorna inalterado, então é classificado como um catalisador.
Esta é a reação em mais detalhes:
1. A molécula de H-OSO3H tem uma carga δ+ sobre o átomo de H inicial, este é atraído e reage   com a ligação dupla no mesmo modo que antes.
2. O íom (negativamente carregado) −OSO3H restante então ataca o carbocátion, formando hidrogenossulfato de etilo (sobre os mesmos mecanismos que o esquema acima).
3. Quando água (H2O) é adicionada e a mistura aquecida, etanol (C2H5OH) é produzido, o átomo de hidrogênio "sobressalente" da água irá "substituir" o hidrogênio "perdido" e então reproduzir ácido sulfúrico. Outra marcha na qual a molécula de água combina-se ao carbocátion intermediário (caminho de baixo) é também possível. Esta marcha sintética torna-se predominante quando ácido sulfúrico aquoso é usado.

No geral este processo adiciona uma molécula de água a uma molécula de eteno.
Esta é uma importante reação na indústria visto que produz etanol, o qual é o álcool com várias aplicações incluindo combustíveis e material básico para outras substâncias químicas.

## Escala de eletrofilicidade
| Índice de eletrofilicidade                  |      |
| Flúor                                       | 3.86 |
| Cloro                                       | 3.67 |
| Bromo                                       | 3.40 |
| Iodo                                        | 3.09 |
| Hipoclorito                                 | 2.52 |
| Dióxido de enxofre                          | 2.01 |
| Dissulfeto de carbono                       | 1.64 |
| Benzeno                                     | 1.45 |
| Sódio                                       | 0.88 |
| Alguns valores selecionados (sem dimensões) |      |

Diversos métodos existem para ordenar eletrófilos em ordem de reatividade  e um deles é apresentado por Robert Parr  com o índice de eletrofilicidade ω dado como:
{\displaystyle \omega ={\frac {\chi ^{2}}{2\eta }}\,}
com {\displaystyle \chi \,} a eletronegatividade e {\displaystyle \eta \,} rigidez química. Esta equação é relacionada a clássica equação para potência elétrica:
{\displaystyle P={\frac {V^{2}}{R}}\,}
onde {\displaystyle R\,} é a resistência (Ohm ou Ω) e {\displaystyle V\,} é voltagem. Neste sentido o índice de eletrofilicidade é um tipo de potência eletrofílica. Correlações têm sido encontradas entre eletrofilicidade de vários compostos químicos e taxas de reação em sistemas bioquímicos e determinados fenômenos como dermatites alérgicas de contato.
Um índice de eletrofilicidade também existe para radicais livres. Radicais fortemente eletrofílicos tais como os halogênios reagem com posições ricas em elétrons e radicais fortemente nucleofílicos tais como os radicais 2-hidroxipropil-2-ilo e terc-butilo reagem com uma preferência por posições pobre em elétrons.

## Supereletrófilos
Supereletrófilos são definidos como reagentes catiônicos eletrofílicos com reatividades extremamente realçadas na presença de superácidos. Estes compostos foram primeiro descritos por George A. Olah . Supereletrófilos formam-se como uma dupla deficiência de elétrons supereletrófilos por protosolvatação de um eletrófilo catiônico. Como observado por Olah, uma mistura de ácido acético e trifluoreto de boro é hábil a deprotonar isobutano somente em combinação com o superácido ácido fluorídrico. O reativo intermediário responsável é o CH3COH dicátion. Do mesmo modo metano pode ser nitrado a nitrometano com tetrafluoroborato de nitrônio NO2+BF4- somente em presença de um ácido forte como ácido fluorossulfúrico.
Em centros de supereletrólitos gitiônicos carregados são separados por não mais que um átomo, por exemplo o íon protonitrônio O=N+=O+-H (um íon nitrônio protonado) e no supereletrófilos distônicos eles são separados por 2 ou mais átomos por exemplo no reagente de fluoração F-TEDA-BF4 .